# Phyllobius
Genre
Phyllobius est un genre d'insectes coléoptères de la famille des Curculionidae (charançons). 
Il en existe une soixantaine d'espèces (au moins 17 pour la France métropolitaine, 15 pour l'Allemagne).
Synonymie
Ce genre est aussi un synonyme de Hypsiboas : un genre de batraciens anoures créé par Wagler en 1830.

## Liste des sous-genres, espèces, sous-espèces en Europe
Selon Fauna Europaea (21 avr. 2014) et BioLib (21 avr. 2014) : 
- Sous-genre Phyllobius (Alsus) Motschulsky, 1845
  - Phyllobius brevis Gyllenhal, 1834
  - Phyllobius dispar Redtenbacher, 1849
    - Phyllobius dispar dispar Redtenbacher, 1849
    - Phyllobius dispar merditanus Apfelbeck, 1916

  - Phyllobius emgei Stierlin, 1887
- Sous-genre Phyllobius (Dialetus) Reitter, 1916
  - Phyllobius argentatus (Linnaeus, 1758)
    - Phyllobius argentatus argentatus (Linnaeus, 1758)
- Sous-genre Phyllobius (Ectomogaster) Apfelbeck, 1915
  - Phyllobius fulvago Gyllenhal, 1834
  - Phyllobius fulvagoides Reitter, 1885
  - Phyllobius insidiosus Pesarini, 1981
  - Phyllobius schatzmayri Pesarini, 1981
- Sous-genre Phyllobius (Italoscythropus) Pesarini, 1980 
  - Phyllobius raverae Solari & Solari, 1903
- Sous-genre Phyllobius (Metaphyllobius) Smirnov, 1913
  - Phyllobius fessus Boheman, 1843
  - Phyllobius ganglbaueri Apfelbeck, 1916
  - Phyllobius glaucus (Scopoli, 1763)
  - Phyllobius jacobsoni Smirnov, 1913
  - Phyllobius noesskei Apfelbeck, 1916
  - Phyllobius pilicornis Desbrochers, 1873
  - Phyllobius pomaceus Gyllenhal, 1834 (syn. Phyllobius urticae) - le charançon de l'ortie
  - Phyllobius rochati Pesarini, 1981
  - Phyllobius valonensis Apfelbeck, 1916
- Sous-genre Phyllobius (Nanoschetus) Reitter, 1916 
  - Phyllobius cylindricollis Gyllenhal, 1834
- Sous-genre Phyllobius (Nemoicus) Stephens, 1831
  - Phyllobius oblongus (Linnaeus, 1758)
- Sous-genre Phyllobius (Parnemoicus) Schilsky, 1911
  - Phyllobius roboretanus Gredler, 1882
  - Phyllobius subdentatus Boheman, 1843
  - Phyllobius viridicollis (Fabricius, 1792)
- Sous-genre Phyllobius (Phyllerastes) Steven, 1829
  - Phyllobius pictus (Steven, 1829)
- Sous-genre Phyllobius (Phyllobius) Germar, 1824
  - Phyllobius alpinus Stierlin, 1859
  - Phyllobius arborator (Herbst, 1797)
  - Phyllobius betulinus (Bechstein & Scharfenberg, 1805)
    - Phyllobius betulinus betulinus (Bechstein & Scharfenberg, 1805)
    - Phyllobius betulinus hellenicus Apfelbeck, 1916

  - Phyllobius brenskei Schilsky, 1911
  - Phyllobius bulgaricus Apfelbeck, 1916
  - Phyllobius emeryi Desbrochers, 1873
  - Phyllobius etruscus Desbrochers, 1873
  - Phyllobius euchromus Reitter, 1885
  - Phyllobius flecki Reitter, 1906
  - Phyllobius korbi Schilsky, 1908
  - Phyllobius lateralis Reiche, 1857
  - Phyllobius leonisi Pic, 1902
  - Phyllobius longipilis Boheman, 1843
  - Phyllobius nudiamplus Reitter, 1916
  - Phyllobius pellitus Boheman, 1843
  - Phyllobius peneckei Solari, 1931
  - Phyllobius pilipes Desbrochers, 1873
  - Phyllobius pyri (Linnaeus, 1758)
    - Phyllobius pyri italicus Solari & Solari, 1903
    - Phyllobius pyri pyri (Linnaeus, 1758)
    - Phyllobius pyri reicheidius Desbrochers, 1873

  - Phyllobius rhodopensis Apfelbeck, 1898
  - Phyllobius seladonius Brullé, 1832
  - Phyllobius squamosus C. Brisout, 1866
  - Phyllobius thalassinus Gyllenhal, 1834
  - Phyllobius transsylvanicus Stierlin, 1894
  - Phyllobius tuberculifer Chevrolat, 1865
  - Phyllobius versipellis Apfelbeck, 1916
  - Phyllobius vespertinus (Fabricius, 1792)
  - Phyllobius xanthocnemus Kiesenwetter, 1852
- Sous-genre Phyllobius (Plagius) Desbrochers, 1873
  - Phyllobius insulanus Schilsky, 1911
  - Phyllobius montanus Miller, 1862
  - Phyllobius pallidus (Fabricius, 1792)
  - Phyllobius quercicola Apfelbeck, 1916
- Sous-genre Phyllobius (Pterygorrhynchus) Pesarini, 1969
  - Phyllobius achardi Desbrochers, 1873
  - Phyllobius aetolicus Apfelbeck, 1901
    - Phyllobius aetolicus aetolicus Apfelbeck, 1901
    - Phyllobius aetolicus albanicus Apfelbeck, 1916

  - Phyllobius canus Gyllenhal, 1834
  - Phyllobius contemptus Schoenherr, 1832
  - Phyllobius crassipes Motschulsky, 1860
  - Phyllobius cupreoaureus Stierlin, 1861
  - Phyllobius haberhaueri Apfelbeck, 1916
  - Phyllobius maculicornis Germar, 1824
  - Phyllobius meschniggi Solari, 1938
  - Phyllobius romanus Faust, 1890
- Sous-genre Phyllobius (Subphyllobius) Schilsky, 1911
  - Phyllobius vespertilio Faust, 1884
    - Phyllobius vespertilio quercetorum Arnoldi, 1965

  - Phyllobius virideaeris (Laicharting, 1781)
    - Phyllobius virideaeris cinereipennis Gyllenhal, 1834
    - Phyllobius virideaeris padanus Pesarini, 1975
    - Phyllobius virideaeris pedestris Schilsky, 1911
    - Phyllobius virideaeris virideaeris (Laicharting, 1781)

## Galerie

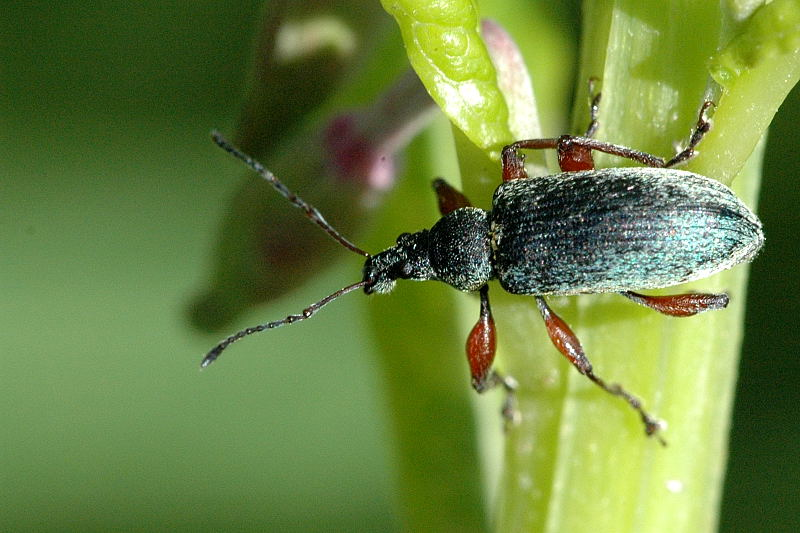
Phyllobius glaucus (dans les Ardennes belges)
- Accouplement de Phyllobius argentatus
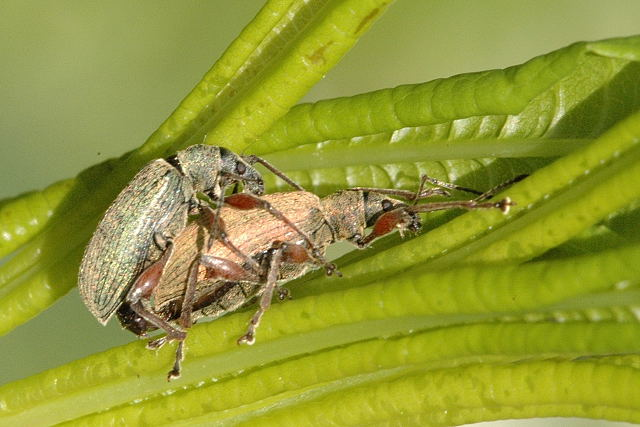
Couple de Phyllobius pyri (Ardennes belges)
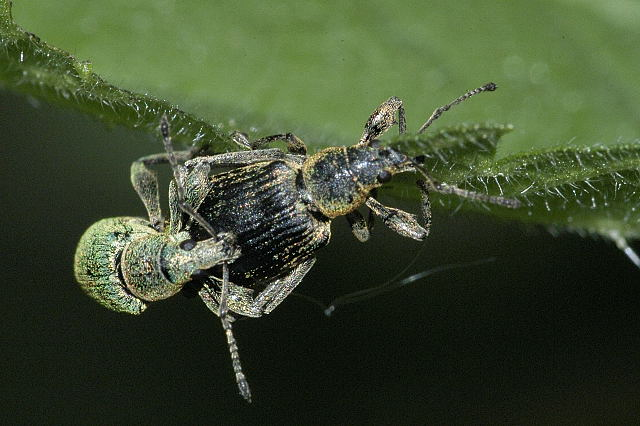
Couple de Phyllobius pomaceus (Ardennes belges)